# La Poveda metróállomás
La Poveda metróállomás Spanyolország fővárosában, Madridban a madridi metró 9-es vonalán. Tulajdonosa a Consorcio Regional de Transportes de Madrid, üzemeltetője a Transportes Ferroviarios de Madrid.

## Metróvonalak
Az állomást az alábbi metróvonalak érintik:
- 9-es metróvonal

## Kapcsolódó állomások
A metróállomáshoz az alábbi állomások vannak a legközelebb:
- Arganda del Rey (Arganda del Rey, 9-es metróvonal)
- Rivas Vaciamadrid (Paco de Lucía, 9-es metróvonal)